# Szaláncújváros
Szaláncújváros (szlovákul: Slanské Nové Mesto) község Szlovákiában, a Kassai kerület Kassa-környéki járásában.

## Fekvése
Kassától 27 km-re délkeletre, a Ronyva-patak partján fekszik.

## Története
A települést német bevándorlók alapították a 14. század elején az itteni királyi birtokon. Első írásos említése 1332-ből származik. A 14. század végén a Losonczy, majd 1601-ben a Forgách család birtoka lett. A régi település egy török rajtaütés következtében megsemmisült és szlovákokkal telepítették be újra.
A 18. század végén Vályi András így ír róla: „ÚJVÁROS. Tót falu Abaúj Várm. földes Ura Gr. Forgách Uraság, fekszik Regete Ruszkának szomszédságában, és annak filiája; határja középszerű.”
Fényes Elek 1851-ben kiadott geográfiai szótárában így ír a faluról: „Ujváros, Abauj vármegyében, orosz-tót falu, Nagy-Szalánchoz 1/4 nyire: 176 r. kath., 304 g. kath., 3 evang. 6 ref. lak. Görög kath. anyaszentegyház. F. u. gr. Forgács.”
Borovszky Samu monográfiasorozatának Abaúj-Torna vármegyét tárgyaló része szerint: „Délre innen, a vármegye határán, a Ronyva patak völgyében fekszik Ujváros, 85 házzal, 554 magyar és tót lakossal [...] posta- és táviró-állomása Nagy-Szaláncz.”
A trianoni diktátumig Abaúj-Torna vármegye Füzéri járásához tartozott.

## Népessége
| Év:            | 1994. | 2004.   | 2014.   | 2024.   |
| -------------- | ----- | ------- | ------- | ------- |
| Emberek száma: | 505   | 482     | 499     | 462     |
| Eltérés:       |       | -4,55 % | +3,52 % | -7,41 % |

| Év:            | 2023. | 2024.   |
| -------------- | ----- | ------- |
| Emberek száma: | 460   | 462     |
| Eltérés:       |       | +0,43 % |

1910-ben 531-en, többségében szlovákok lakták, jelentős magyar kisebbséggel.
2001-ben 483 lakosából 477 szlovák volt.
2011-ben 498 lakosából 457 szlovák.

## Nevezetességei
- A Szentlélek tiszteletére szentelt, görögkatolikus temploma 1868-ban épült.
- Szent Anna tiszteletére szentelt, római katolikus temploma 1992-ben épült.